# Matildita y Anacleto, un matrimonio completo
Matildita y Anacleto, un matrimonio completo es una serie de historietas creada por Ángel Nadal para el semanario "El DDT" en 1954.

## Trayectoria editorial
Matildita y Anacleto, un matrimonio completo fue la segunda serie de recién casados de Nadal, tras Casildo Calasparra (1948).
Fue creada también para "El DDT". A partir de 1958, se publicó en Can Can, 1ª época, y "Sissi, Revista Femenina".

## Argumento y personajes
Matildita y Anacleto, un matrimonio completo se encuentra, de acuerdo con la clasificación del investigador Juan Antonio Ramírez, a medio camino entre la serie «dual» y la «familiar», al igual que Casildo Calasparra y Las hermanas Gilda (1949). Sus protagonistas, sin embargo, se vinculan al desarrollismo, mostrando un mejor futuro económico y una relación más moderna, como en Lolita y Enrique se van a casar (1957) de Eugenio Giner y Maripili y Leopoldino, un matrimonio muy fino (1968) de Íñigo.

## Estilo
Nadal experimenta en esta serie con un estilo mucho más realista que en Casildo Calasparra, de trazo firme y escueto y un ritmo narrativo menos acelerado.

## Valoración
Más allá de su alto valor intrínseco, Matildita y Anacleto, un matrimonio completo testimonia la realidad matrimonial durante el Franquismo, al igual que en el resto de series de Nadal mencionadas más arriba.